# Райнвалдхорн
Райнвалдхорн (на немски Rheinwaldhorn, на италиански Adula) е връх в Лепонтинските Алпи (3402 м), един от най-високите в тази част на Алпите. Тай се издига в масива Адула, а от подножието му извира Заден Рейн - един от началните притоци на Рейн. Именно на долината на тази река, известна като Райнвалд, носи името си върхът. Той се намира изцяло в Швейцария, между кантоните Тичино и Граубюнден. На около десет км на изток е границата с Италия. През него преминава вододелното било между басейните на Рейн и По, тоест на Северно и Средиземно море.
Райнвалдхорн е възлов връх за масива - от него в различни посоки започват мощни хребети и продължават поне на 15-20 км. Около върха се намират няколко ледника - най-големите в целите Лепонтински Алпи. От север е Гюферхорн, от юг - Цапорт, но тъй като са свързани, те биват наричани и с общо име - Райнвалдглетчер. От тях изтича Заден Рейн.
Тъй като върхът увенчава доста изолиран масив, от него се открива обширна и много красива панорама - от Йоцталските Алпи до Гран Парадизо в Грайските Алпи. Някои туристи твърдят, че оттам се вижда и купола на Миланската катедрала. Тук често се изкачват групи, тъй като през лятото маршрутът е сравнително лесен - само нестабилните скали застрашават здравето на туристите. Неслучайно първото изкачване става факт още през 1789 г. То е дело на бенедектинския монах Плацидус а Спеша.
През Райнвалдхорн минава най-дългият ски-тур в света - 1917 км и 85 000 м денивелация, който включва и други върхове като Гросглокнер, Дюфур и Монблан.